# Berlin–Cottbus–Berlin 1947

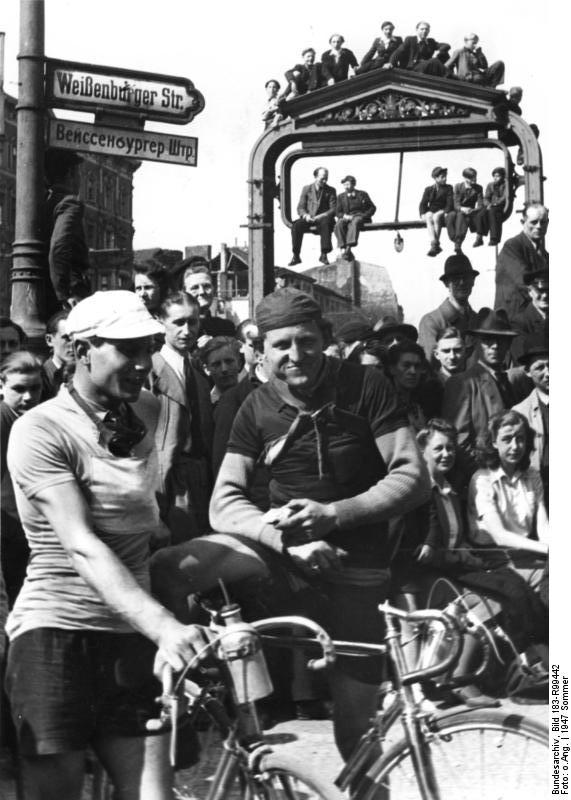
Rennfahrer beim Radrennen Berlin–Cottbus–Berlin (1947)

Berlin–Cottbus–Berlin 1947 war die 32. Austragung des traditionsreichen Straßenradrennens von Berlin durch den Spreewald nach Cottbus und zurück nach Berlin. Es war die erste Austragung des Rennens nach dem Zweiten Weltkrieg und fand am 27. April 1947 statt. Ausgetragen wurden ein Rennen für Berufsfahrer über 260 Kilometer und ein Rennen für Amateure über 170 Kilometer. Das Amateurrennen fand auf dem Kurs Berlin–Lübben–Berlin statt.

## Rennverlauf Berufsfahrer
Das Rennen (in zeitgenössischen Medien wurde es als Berlin–Kottbus–Berlin geführt) wurde von der Kommission Berufsradsport und der Tageszeitung Neues Deutschland ausgerichtet. Von den 86 gemeldeten Profis nahmen 73 das Rennen auf. Am Wendepunkt in Cottbus gab es eine Rennpause von 33 Minuten zur Verpflegung der Fahrer.
Der Sieger erreichte ein Stundenmittel von 35,940 Kilometern. Die Entscheidung wurde von Bresching initiiert, der nach der Wende in Cottbus antrat und ständig, insbesondere auf den Kopfsteinpflasterabschnitten, attackierte. Lediglich Richter, Ziege und Schild konnten folgen. Die höchste Prämie des Tages (500 Mark), einen Zwischenspurt in Grünau, sicherte sich Richter. Kurz vor dem Ziel kam Bresching durch einen angetrunkenen Autofahrer zu Fall. Schild gewann den Endspurt gegen Richter mit zwei Radlängen. Bresching erhielt für seine Leistung auf der Rückfahrt von Cottbus eine Sonderprämie. Ziege konnte sich lange kurz hinter der Spitze halten und wurde Vierter. Die Mitfavoriten Karl Wiemer, Alfred Lohrke und Erich Zawadski kamen durch Stürze um ihre Chancen. Erich Dorn und Willy Kutschbach wurden wegen Verstößen gegen das Reglement unter Protest im Ergebnis geführt. 25 Fahrer erreichten das Ziel im Zeitlimit.
|     | Fahrer            | Ort      | Zeit (h) |
| --- | ----------------- | -------- | -------- |
| 01. | Hermann Schild    | Chemnitz | 7:14:03  |
| 02. | Werner Richter    | Chemnitz | 7:14:03  |
| 03. | Herbert Bresching | Berlin   | 7:14:03  |
| 04. | Otto Ziege        | Berlin   | 7:14:10  |
| 05. | Heiner Schwarzer  |          | 7:22:18  |
| 06. | Günter Schulz     | Berlin   | 7:22:18  |
| 07. | Gerhard Huschke   | Berlin   | 7:34:23  |
| 0 … |                   |          |          |

## Rennverlauf Amateure
10 Minuten Vorgabe erhielten die Fahrer, die 35 Jahre und älter waren gegenüber dem Starterfeld. Der Sieger Balzer, der aus der Vorgabegruppe gestartet war, konnte den Vorteil nutzen und erreichte das Ziel vor den Fahrern der Malgruppe.
|     | Fahrer         | Ort    | Zeit (h) |
| --- | -------------- | ------ | -------- |
| 01. | Richard Balzer | Berlin | 5:12:06  |
| 02. | Müller         | Berlin | 5:22:20  |
| 03. | Gebert         | Berlin | 5:27:25  |
| 04. | Drescher       | Berlin | 5:27:25  |
| 05. | Heinz Böhm     | Berlin | 5:27:25  |
| 06. | Trubach        | Berlin | 5:27:25  |
| 0 … |                |        |          |